# Heartbreak on Hold
A Heartbreak on Hold Alexandra Burke brit énekesnő második stúdióalbuma. 2012. június 4-én jelent meg az RCA Records gondozásában. A lemez dalainak felvétele 2011-ben kezdődött, 2012-ben ért véget. Burke rengeteg producerrel dolgozott, nem egy közülük a dance és house műfajokban jeleskedik, mint például Erick Morillo és DJ Smash. Az album kiadását számtalan alkalommal halasztották el. Először 2011 nyarára ígérték, viszont Burke ekkor bontott szerződést a Syco-val, melyhez a brit X Factor megnyerése után szerződött. Ezzel együtt zeneileg is irányt váltott, az Overcome-ra jellemző R&B dalokat dance felvételek váltották fel.
A lemez alulmúlta az Overcome eladásait, mindössze 6731 kelt el belőle a megjelenés hetén az Egyesült Királyságban, így 18. helyen debütált a brit albumlistán. Az album előtt két kislemez jelent meg. Az Elephant
2012. március 9-én, a Let It Go május 25-én került kiadásra. Előbbi vegyes kritikákat kapott, és harmadik helyen debütált a brit kislemezlistán, utóbbi csak 33. helyezett lett.

## Háttér
Burke elárulta, új albumával kockázatokat fog vállalni. Duettre is utalt az énekesnő: „Nem mondhatok túl sokat, mert a menedzserem megöl. De terveztem egy különleges duettet, az ötleteim, a közreműködés képzeletben már megvannak – a fejembe vannak zárva.” Burke az All Night Long Tour állomásait járva szüneteltette a lemez munkálatait, viszont a turnét befejezve folytatta a munkát. Olyan személyekkel dolgozott, mint Bruno Mars, StarGate, Lucas Secon, Rico Love, Autumn Rowe és Ne-Yo. Burke elmondása  alapján egy „csodálatos” előadóval duettezett. Autumn Rowe dalszerzővel is dolgozott. Júniusban bejelentették, hogy Burke az RCA Records-hoz szerződött.

## Kislemezek
Az Elephant producere Erick Morillo. 2012. március 9-én jelent meg az album első kislemezeként. A brit kislemezlistán harmadik helyen debütált, 42 388 eladott példánnyal. A második kislemez, a Let It Go a Kiss Radio-n debütált április 13-án. Május 25-én került kiadásra. A brit kislemezlistán 32. helyezést ért el, mindössze 11 586 eladott példányal. A második hétre 74. helyre esett vissza 4461 kézbesítés után. 2012. július 1-jén Alexandra elárulta, a kiadóval már választják a harmadik kislemezt, melyen egy férfi előadó is közreműködik. Ezek a tervek azonban nem valósultak meg.

## Promóció
Alexandra a G-A-Y elnevezésű klubban adott elő dalokat az albumról annak kiadása előtti napon. A Loose Women című műsorban a Heartbreak on Hold akusztikus változatát énekelte el. 2012 júniusában Burke rajongói előtt vett fel négy dalt, melyet a That Grapejuice töltött fel.
Burke az Elephant-öt február 25-én a Dance For Sport Relief, március 9-én a Daybreak, március 14-én a This Morning című műsorban adta elő. 
A KoKo Pop-on március 17-én, a T4-en március 11-én vendégeskedet. A Let It Go-t a The Voice of Ireland döntőjén énekelte el április 29-én. Az Egyesült Királyságban a Lorraine című televíziós műsorban adta elő első alkalommal a dalt május 22-én, és egy interjút is adott, melynek egyik fő témája az album volt.
A médiában több cikk megjelent, miszerint a brit rádióknak megtiltották, hogy sugározzák Burke új dalait. A BBC Radio 1, a Capital FM és a Heart FM sem játszotta a két kislemezt, amire Alexandra így reagált: „Ez nyilván elkeserítő. De mit tudok tenni? A legfőbb számomra az, hogy büszke vagyok a zenémre és hogy a rajongóim szeretik, amit csinálok…”

### Élő előadások
Burke 2012. június 16-án lépett fel a Stoke 2012 Live Festival-on. 15-én Le Mans-ban lépett fel akusztikus dalokkal. A T4 on the Beach-en is megjelent július 1-jén, ahol két kislemezes dalát adta elő.
A Liverpool Arena-ban július 21-én, a Manchester's MEN Arena-ban 19-én jelent meg. Július 22-én a One Direction, Rizzle Kicks, Little Mix és Will Young mellett énekelt a KEY 103 Live in Manchester elnevezésű rendezvény részeként.
Alexandra Leeds-ben is fellépett ugyanazon napon. Szeptember 15-én a Scotland's Youth Beatz zenei fesztiválon vendégeskedett. Augusztus 2-án a londoni Hyde Park-ban jelent meg, a 2012. évi nyári olimpiai játékok részeként.

## Kereskedelmi fogadtatás
Az album Írországban középszerű sikereket ért el. Eddigi leggyengébben teljesítő lemezeként 27. helyen debütált 2012. június 8-án. Az Egyesült Királyságban 18. helyen jelent meg, 6731 eladott példánnyal. A harmadik héten már csak a 92. helyezést foglalta el alig 1565 eladással, ami összesen 10 ezer lemezt jelent (az Overcome ekkor már 223 407-nél tartott). A Tonight Görögország rádiós listáján négy hónapot töltött.

## Az album dalai
| 1.    | Heartbreak on Hold                    | David Gamson, Erika Nuri                                                                       | David Gamson                 | 3:20 |
| 2.    | Elephant (közreműködik Erick Morillo) | Alexandra Burke, Brittany Burton, Josh Wilkinson, Erick Morillo, Harry Romero, Jose Nuñez      | Sympho Nympho, Mike Spencer  | 3:47 |
| 3.    | Let It Go                             | Belle Humble, Mich Hansen, Jason Gill                                                          | Cutfather, Jason Gill        | 3:24 |
| 4.    | This Love Will Survive                | Daniel Davidsen, Gill, Hansen, Sonia Clarke                                                    | Cutfather, Gill              | 3:23 |
| 5.    | Fire                                  | Autumn Rowe, Charlie Bernardo, Eshraque "iSHi" Mughal                                          | iSHi                         | 3:28 |
| 6.    | Between the Sheets                    | Brittany Burton, Dee Adam, Josh Wilkinson                                                      | Cutfather, Gill              | 3:09 |
| 7.    | Daylight Robbery                      | Gavin Jones, Marlene Strand, Michael Woods                                                     | Michael Woods                | 3:15 |
| 8.    | Tonight                               | Andrey Shirman, Antoine Konrad, Fabio Antoniali, Lucas Secon, Pablo Rodriguez, Thomas Troelsen | Lucas Secon                  | 3:41 |
| 9.    | Love You That Much                    | Burton, Fred Falke                                                                             | Fred Falke                   | 3:16 |
| 10.   | Oh La La                              | Crystal Waters, Jones, Ivar Lisinski, Marlene Strand, Neal Brian Conway                        | Ivar Lisinski                | 3:29 |
| 11.   | Sitting on Top of the World           | Brittany Burton, Dee Adam, George Tizzard, Josh Wilkinson, Rick Parkhouse, Roy Stride          | Josh Wilkinson, Red Triangle | 3:27 |
| 12.   | What Money Can’t Buy                  | Burke, Ben Adams                                                                               | Ben Adams                    | 4:10 |
| 41:49 |                                       |                                                                                                |                              |      |

| Deluxe kiadás | Deluxe kiadás                            | Deluxe kiadás                         | Deluxe kiadás | Deluxe kiadás | Deluxe kiadás | Deluxe kiadás | Deluxe kiadás | Deluxe kiadás | Deluxe kiadás |
|               | Cím                                      | Szerző(k)                             | Hossz         |               |               |               |               |               |               |
| ------------- | ---------------------------------------- | ------------------------------------- | ------------- | ------------- | ------------- | ------------- | ------------- | ------------- | ------------- |
| 13.           | Devil In Me                              | Bryn Christopher, Pete Martin         | 3:40          |               |               |               |               |               |               |
| 14.           | Beating Still                            | Carl Ryden, Cozi Costi, Nina Woodford | 3:35          |               |               |               |               |               |               |
| 15.           | Heartbreak on Hold (Akusztikus változat) | David Gamson, Erika Nuri              | 3:16          |               |               |               |               |               |               |
| 16.           | Let It Go (Akusztikus változat)          | Belle Humble, Mich Hansen, Jason Gill | 3:36          |               |               |               |               |               |               |
| 56:03         |                                          |                                       |               |               |               |               |               |               |               |

Megjegyzések
- Az Oh La La Crystal Waters Gypsy Woman (She's Homeless) című dalából tartalmaz elemeket.
- A Devil in Me Loleatta Holloway Love Sensation című dalából tartalmaz elemeket.

## Slágerlistás helyezések
| Kislemezlista (2012) | Legjobb helyezés |
| -------------------- | ---------------- |
| Ír albumlista        | 27               |
| Skót albumlista      | 20               |
| Brit albumlista      | 18               |

## Megjelenések
| Ország             | Dátum              | Formátum               | Kiadó                               |
| ------------------ | ------------------ | ---------------------- | ----------------------------------- |
| Írország           | 2012. június 1.    | CD, digitális letöltés | RCA Records, Syco Music, Sony Music |
| Egyesült Királyság | 2012. június 4.    | CD, digitális letöltés | RCA Records, Syco Music, Sony Music |
| Ausztrália         | 2012. augusztus 3. | CD, digitális letöltés | RCA Records, Syco Music, Sony Music |